# Place Auguste-Mounié
La place Auguste-Mounié est une voie de communication d'Antony dans les Hauts-de-Seine.

## Situation et accès
Cette place se situe à l'angle du la rue Maurice-Labrousse et du boulevard Pierre-Brossolette.
Piétonne, elle est reliée à la rue Auguste-Mounié par le pont routier qui surplombe les voies de la ligne B du RER d'Île-de-France. Sa desserte s'effectue par la gare d'Antony du RER B.

## Origine du nom

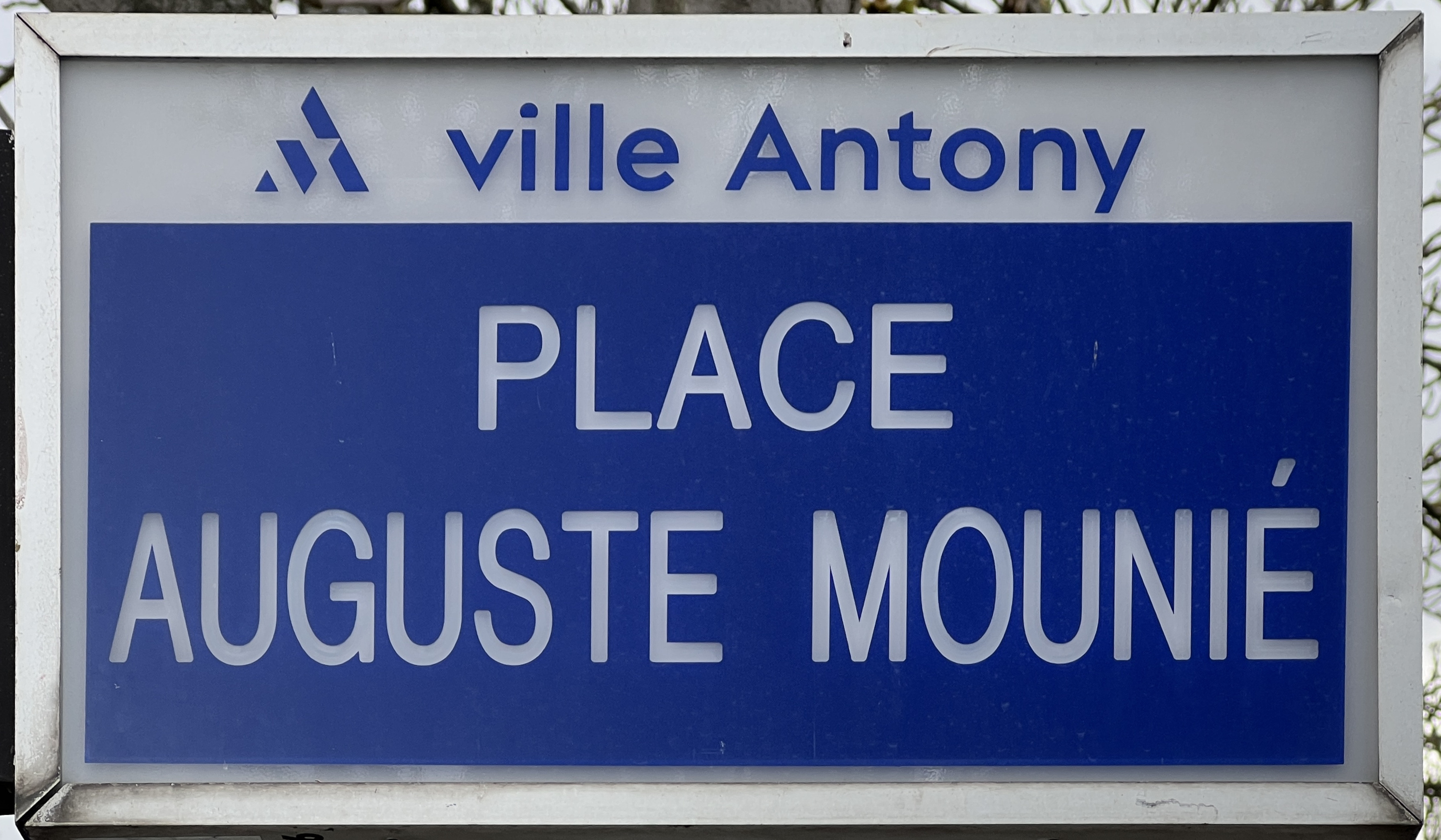
Plaque Place Auguste-Mounié.

Cette rue tient son nom du maire d'Antony, Auguste Mounié (1878-1940), mort en activité. Le conseil municipal lui attribue cette nouvelle appellation le 2 février 1941.

## Historique

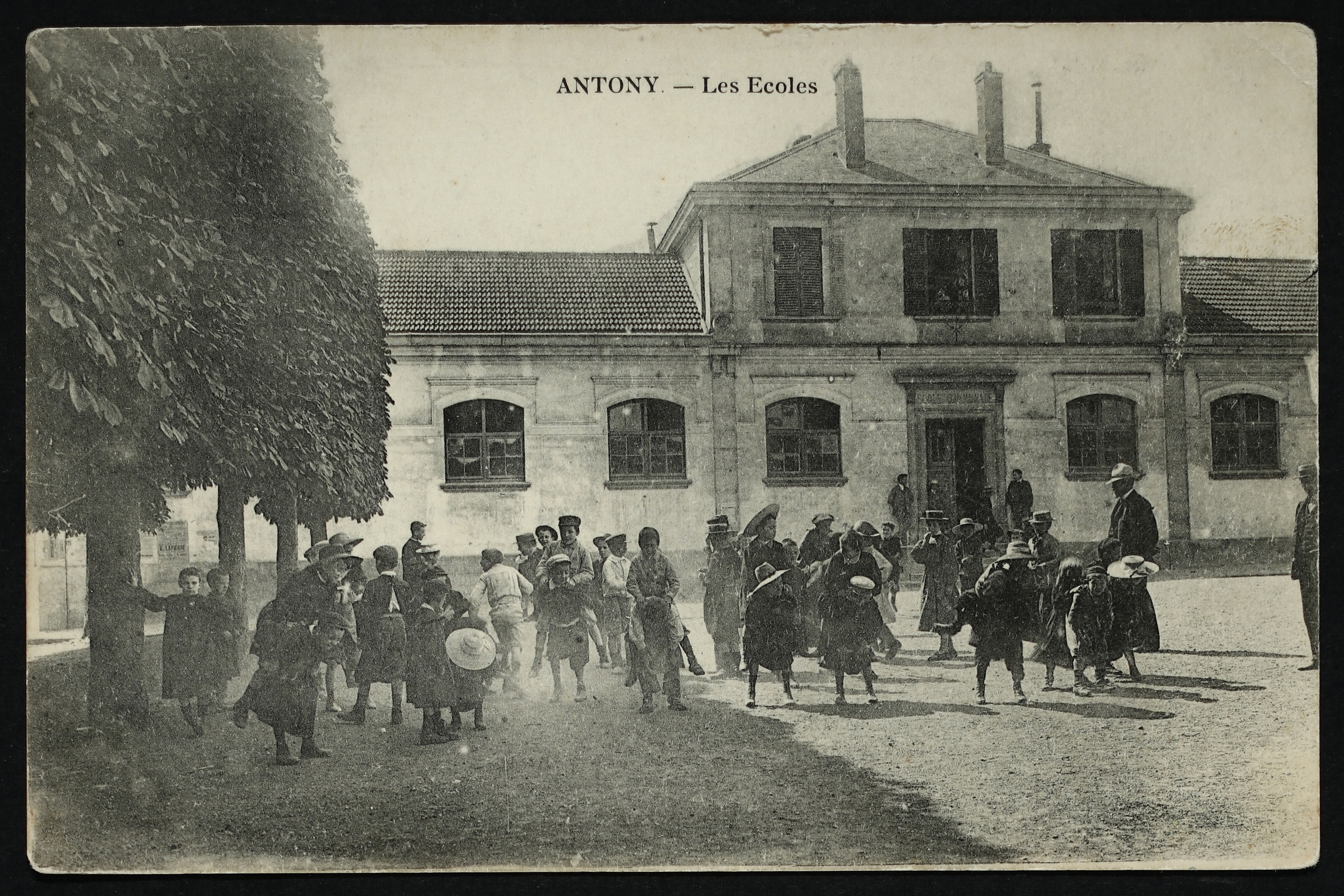
Les écoles.

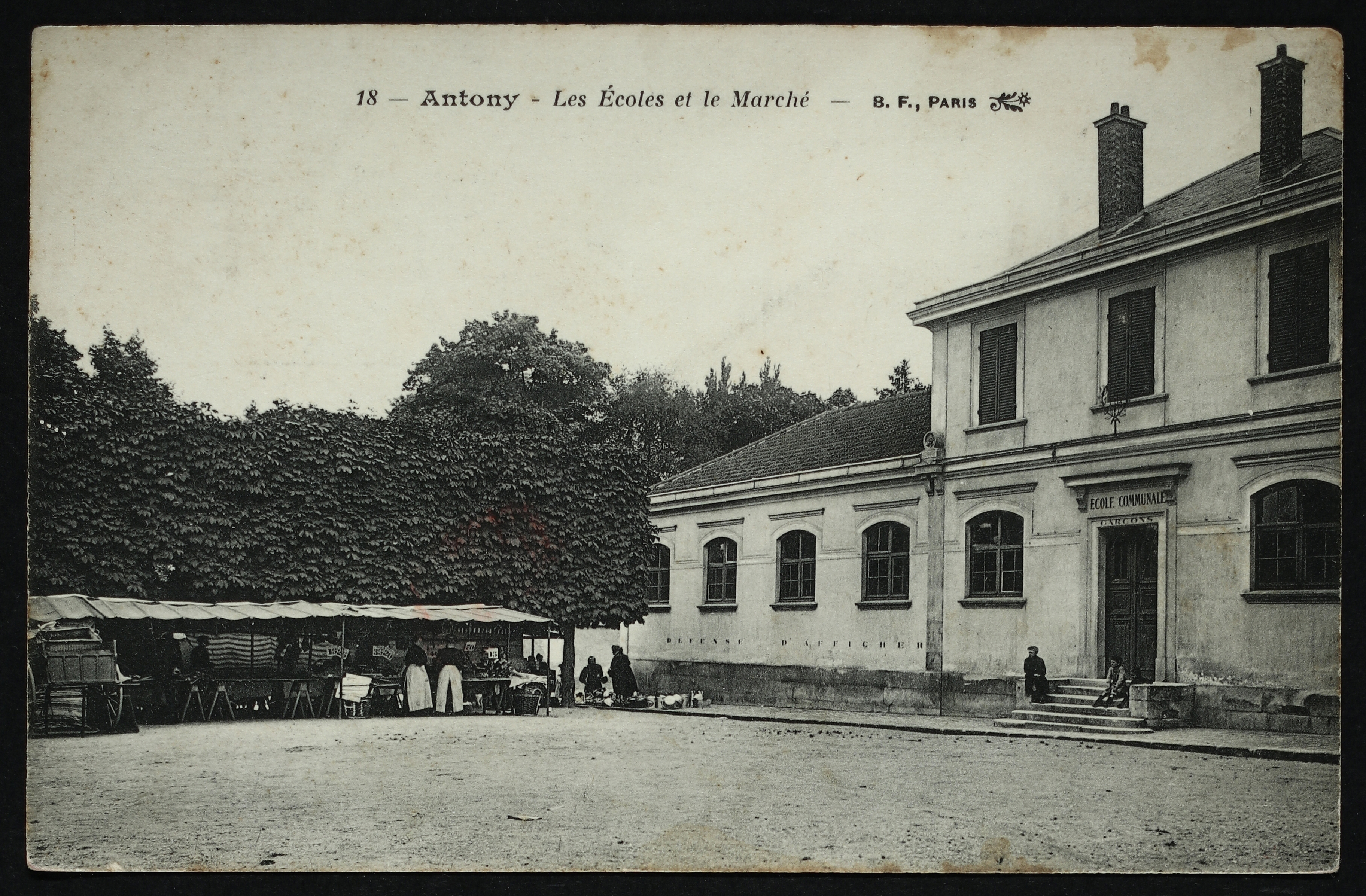
Les écoles et le marché.

Le lieu-dit sur lequel est située cette place s'appelait « le Carreau ». Cette place ne devient publique qu'en 1867 lorsque la municipalité achète un terrain de 10 ares 37 ca pour y construire l'école municipale de garçons. Elle prend alors le nom de « place des Écoles ». En 1907, la municipalité achète un second terrain pour y construire une école de filles et une école maternelle, puis en 1910 un nouveau terrain de l'ancienne propriété des pères Rédemptoristes, puis en 1912 un nouveau terrain ouvrant sur la rue Augusta. Une nouvelle école de garçons est alors construite. L'ancienne école de garçons libérée en 1927 est alors occupée par la mairie qui quitte la rue de la Mairie (renommée rue Auguste-Mounié en 1941) et y restera jusqu'en 1969, à la construction du nouvel hôtel de ville. Les locaux sont alors occupés par le tribunal d'instance et le service des impôts. C'est sur cette place (parfois nommée place du Marché) que le marché se tient jusqu'à la création du marché, place du Marché. 

## Bâtiments remarquables et lieux de mémoire

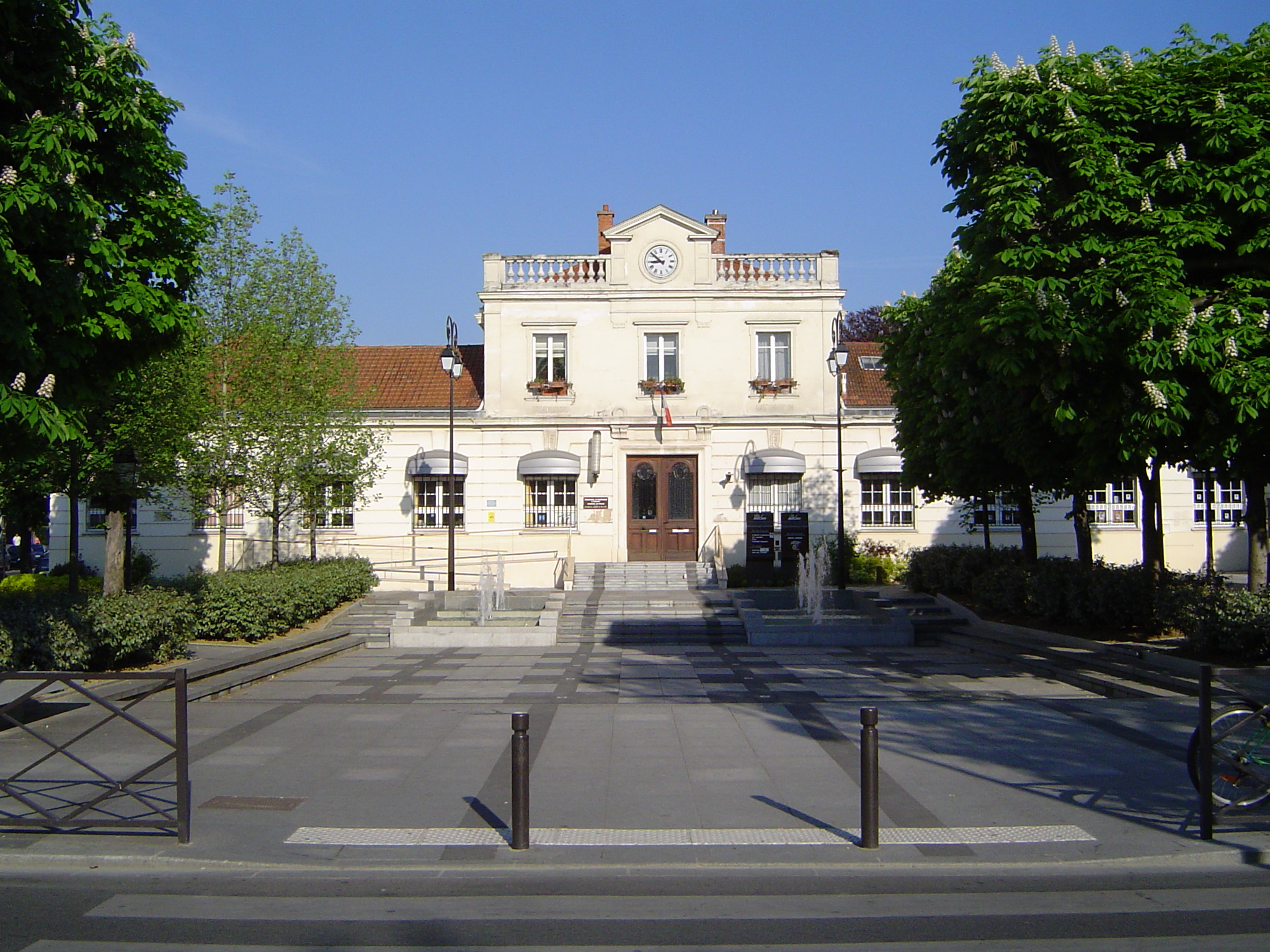
La place Auguste-Mounié. Au fond, le tribunal d'instance.

La place est bordée par le tribunal d'instance et l'école primaire Ferdinand-Buisson (maternelle et élémentaire).

## Pour approfondir